# Христо Кочов
Христо Кочов е един от първите български олимпийци, участвали на зимни олимпийски игри.

## Биография
Роден е на 25 декември 1913 година. Участва в ски бягането на четвъртите зимни олимпийски игри, провели се в Гармиш-Партенкирхен през 1936 година. Участва в щафетата 4 × 10 километра и ски бягането на 18 километра, провели се съответно на 10 и 12 февруари 1936 година. Завършва 53-ти от 75 участници в ски бягането на 18 километра, а с българската щафета завършва на 15 място от 16 щафети. 